# Green Dragon

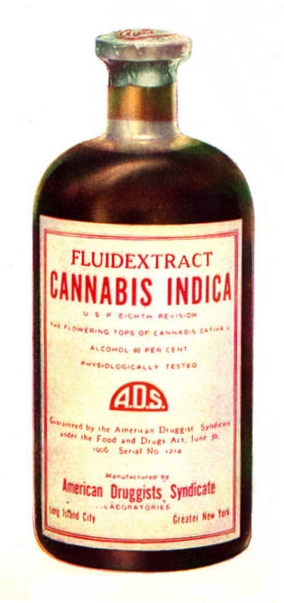
Extrait liquide de cannabis, distribué par une pharmacie américaine au début du XXe siècle.

Le Green Dragon est une boisson alcoolisée composée d'un mélange de cannabis (têtes, feuilles et tige) et d'alcool, chauffé puis macéré. Il tire son nom de la couleur vert glauque de la solution. Il peut être utilisé dans la production du nabiximols.

## Préparation
Le principe réside dans le fait que le tétrahydrocannabinol (THC) et d'autres cannabinoïdes sont solubles dans l'alcool. Pour préparer du Green Dragon, des parties de la plante, en général les feuilles de manucure (petites feuilles de la plante) ou les têtes (fleurs de la plante contenant plus de THC que les feuilles), sont mélangées avec de l'éthanol (ou éventuellement avec un alcool fort comme le rhum ou la vodka). Elles sont ensuite chauffées au four ou au bain-marie pour accélérer le processus de décarboxylation du cannabis et augmenter le taux de THC dans la solution, puis macérées pendant plusieurs semaines,.

## Consommation et effets
Le Green Dragon est généralement consommé par voie orale, plus rarement par application sur la peau. Ce mode de consommation est utilisé par des personnes souhaitant consommer du cannabis sans fumer, par exemple pour diminuer le risques de cancer dû à la combustion du cannabis ou des autres produits contenus dans le joint.
L'effet psychotrope obtenu est similaire à celui du cannabis fumé additionné à celui de l'alcool, avec une intensité et une durée accrues. De ce fait, il est dangereux et déconseillé de conduire après en avoir consommé.

## Usage récréatif et médical
Une des plus anciennes mentions des teintures de cannabis décrit l’extrait de Squire dans le Journal des travaux de la Chemical Society en 1842. On raconte que le chirurgien et professeur de chimie à l’Université médicale de Calcutta, le Dr William O’Shaughnessy (1809-1889), de retour en Angleterre, a rapporté un lot de cannabis et a proposé au pharmacien Peter Squire ladite teinture aux propriétés sédatives, analgésiques, hypnotiques et spasmolytiques, approuvée par le journal Lancet, qui soulignait la particularité de la teinture ne provoquant ni constipation ni perte d’appétit, comme c’est le cas lors d’une consommation chronique d’opium et de chloral. Il est à noter que le cannabis était déjà connu et utilisé en homéopathie sur les indications du fondateur de cette spécialité médicale, Samuel Hahnemann (1755-1843) dès 1796.
Le médicament pharmaceutique appelé teinture ou teinture mère, à partir duquel on prépare les dilutions homéopathiques, est l’une des méthodes d’extraction des principes actifs contenus dans Cannabis sativa ou C. indica. Pour extraire les cannabinoïdes du cannabis, on ajoute de l’alcool ou de la glycérine, à l’instar de ce qui est fait lors de la production d’huiles et de concentrés. Toutefois, dans les teintures, l’alcool reste dans le produit final, maintenant la substance à l’état liquide. Les composants chimiques, notamment le THC, sont insolubles dans l’eau, mais solubles dans des solvants organiques tels que l’alcool. Bien que d’autres solvants organiques (par exemple, l’alcool isopropylique ou le méthanol) puissent être utilisés pour l’extraction, ils sont extrêmement toxiques pour l’organisme humain et donc pratiquement impossibles à employer. Il n’y a pas de restriction concernant l’utilisation de « l’alcool pharmaceutique », c’est-à-dire 92° GL ; en fait, dans de nombreux cas, il peut s’agir du meilleur alcool disponible. Cependant, l’alcool de céréales est le plus recommandé, spécialement élaboré pour les médicaments, la parfumerie et les boissons, et contenant jusqu’à 95° GL. L’extraction du cannabidiol (CBD), en particulier pour un usage médical, requiert une préparation plus rigoureuse et utilise généralement le butane comme solvant.